# 廖友仁
廖友仁，字纯一，湖南衡山人，中华民国学者、官员。
早年留学美国，得地质学硕士学位，后归国赴福建勘探石墨矿点的矿床地质。1936年冬，由南安县县长转任霞浦县县长，由于其对政府工作不熟悉，政务多由第一科科长代行。1937年抗战期间，廖召集地方人士在霞浦县立中学礼堂开会时，敌机过境，廖当场受惊逃窜，遂向省政府辞职，于年底离任。